# Capu Câmpului, Suceava
Capu Câmpului (germană Kapukimpolui) este satul de reședință al comunei cu același nume din județul Suceava, Bucovina, România.

## Legături externe
- pl Kapukimpolui în Dicționarul geografic al Regatului Poloniei și al altor țări slave, volum III (Haag — Kępy) anul 1882